# Верди, Джузеппе
Джузе́ппе Фортуни́но Франче́ско Ве́рди (итал. Giuseppe Fortunino Francesco Verdi; 10 октября 1813, Ле Ронколе, Таро, Первая Французская империя — 27 января 1901, Милан, Королевство Италия) — итальянский композитор.
Творчество Верди является одним из величайших достижений мирового оперного искусства и кульминацией развития итальянской оперы XIX века.
Создал 26 опер (в том числе «Бал-маскарад», «Риголетто», «Трубадур», «Травиата», «Аида», «Отелло», «Фальстаф»), реквием, струнный квартет и ряд духовных пьес.

## Ранний период

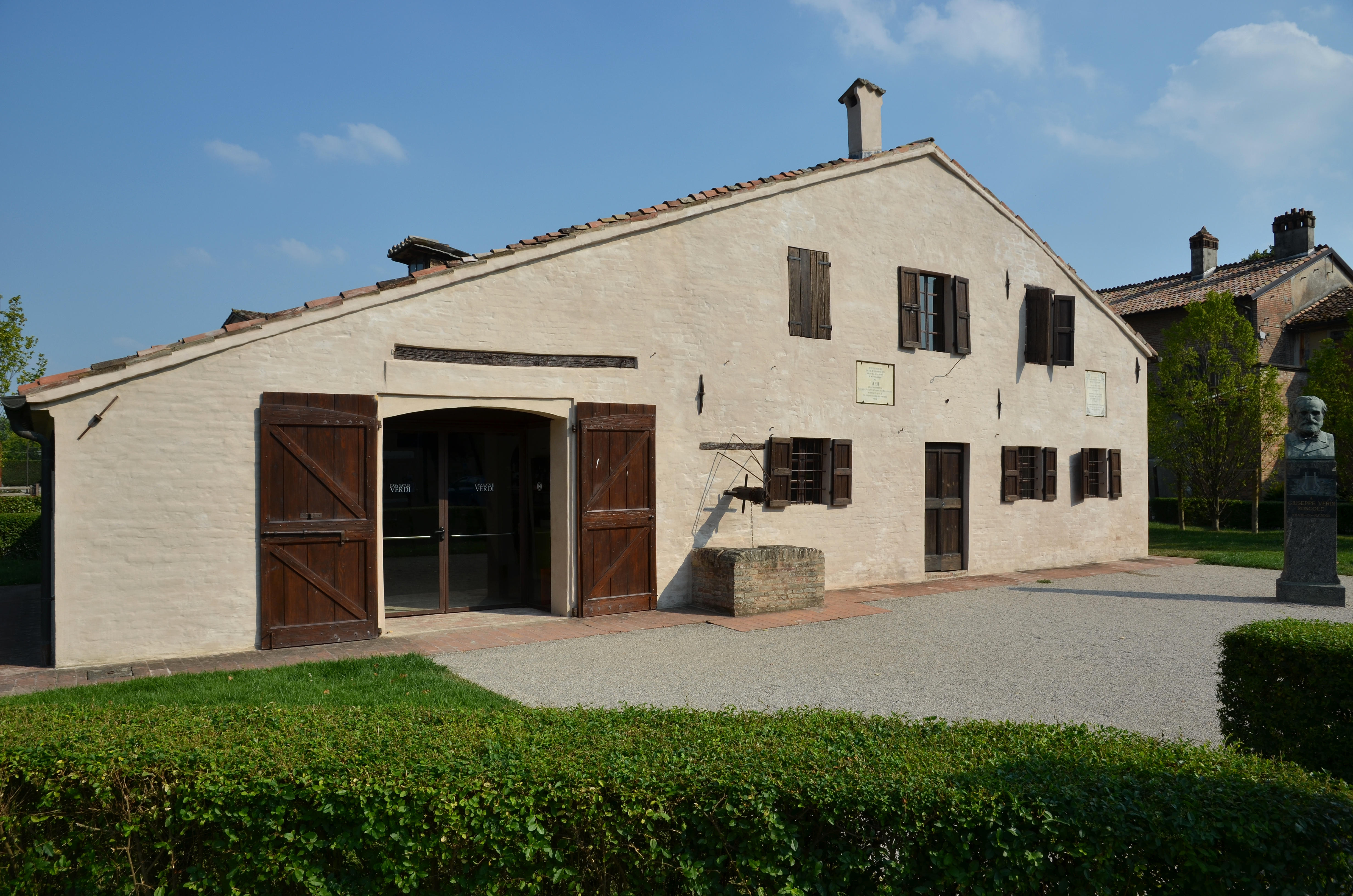
Дом в деревне Ле Ронколе, где родился Джузеппе Верди

Родился 10 октября 1813 года в деревне Ле Ронколе, неподалёку от Буссето (Пармское герцогство). Отец композитора, Карло Верди, содержал деревенский трактир, а мать — Луиджа Уттини — была пряхой. Семья жила бедно, и детство Джузеппе было тяжёлым. В деревенской церкви он помогал служить мессу. Музыкальной грамоте и игре на орга́не учился у Пьетро Байстрокки. Заметив тягу сына к музыке, родители подарили Джузеппе спинет. Этот весьма несовершенный инструмент композитор сохранил до конца своей жизни.
На музыкально одарённого мальчика обратил внимание Антонио Барецци — богатый торговец и любитель музыки из соседнего города Буссето. Он верил, что Верди станет не трактирщиком и не деревенским органистом, а великим композитором. По совету Барецци десятилетний Верди переехал для учёбы в Буссето. Так началась новая, ещё более тяжёлая полоса жизни — годы отрочества и юности. По воскресным дням Джузеппе отправлялся в Ле Ронколе, где играл на органе во время мессы. У Верди появился и учитель композиции — Фернандо Провези, директор «Филармонического общества» Буссето. Провези занимался не только контрапунктом, он пробудил в Верди тягу к серьёзному чтению. Внимание Джузеппе привлекают классики мировой литературы — Шекспир, Данте, Гёте, Шиллер. Одно из самых любимых его произведений — роман «Обручённые» великого итальянского писателя Алессандро Мандзони.
В Милане, куда Верди отправился в возрасте восемнадцати лет, дабы продолжить образование, в Консерваторию (сегодня носящую имя Верди) его не приняли «из-за низкого уровня фортепианной игры; кроме того, в консерватории были возрастные ограничения». Верди начал брать частные уроки контрапункта, посещая в то же время оперные спектакли, а также просто концерты. Общение с миланским бомондом убедило его всерьёз подумать о карьере театрального композитора.

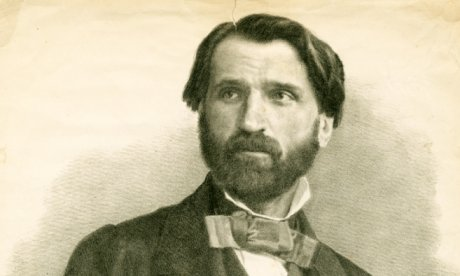
Верди в возрасте 29 лет

Вернувшись в Буссето, при поддержке Антонио Барецци, Верди дал своё первое публичное выступление в доме Барецци в 1830 году.
Очарованный музыкальным даром Верди, Барецци предлагает ему стать учителем музыки для своей дочери Маргериты. Вскоре молодые люди горячо полюбили друг друга и 4 мая 1836 года Верди женится на Маргерите Барецци. Вскоре Маргерита родила двух детей: Вирджинию Марию Луизу (26 марта 1837 — 12 августа 1838) и Ицилио Романо (11 июля 1838 — 22 октября 1839). В то время как Верди работал над своей первой оперой, оба ребёнка умерли в младенческом возрасте. Через некоторое время (18 июня 1840 года) в возрасте 26 лет супруга композитора Маргерита умирает от энцефалита.

## Начальное признание
Первая постановка оперы Верди («Оберто, граф ди Сан-Бонифачо») (Oberto) в миланской «Ла Скала» была одобрена критиками, после чего импресарио театра, Бартоломео Мерелли, предложил Верди контракт на написание двух опер. Ими стали «Король на час» и «Набукко» («Навуходоносор»). Жена и двое детей Верди умерли, когда он работал над первой из этих двух опер. После её провала композитор хотел перестать писать оперную музыку. Однако премьера «Набукко» 9 марта 1842 года в «Ла Скала» сопровождалась большим успехом и утвердила репутацию Верди как оперного композитора. За один последующий год опера ставилась в Европе 65 раз и с тех пор занимает прочное место в репертуаре ведущих оперных театров мира. За «Набукко» последовали сразу несколько опер, в том числе «Ломбардцы в крестовом походе» (I Lombardi alla prima crociata) и «Эрнани» (Ernani), которые ставились и имели успех в Италии.
В 1847 году опера «Ломбардцы», переписанная и переименованная в «Иерусалим» (Jérusalem), была поставлена Парижской оперой 26 ноября 1847 года, став первым произведением Верди в стиле гранд-опера. Для этого композитору пришлось несколько переработать эту оперу и заменить итальянских персонажей на французских.

## Мастер

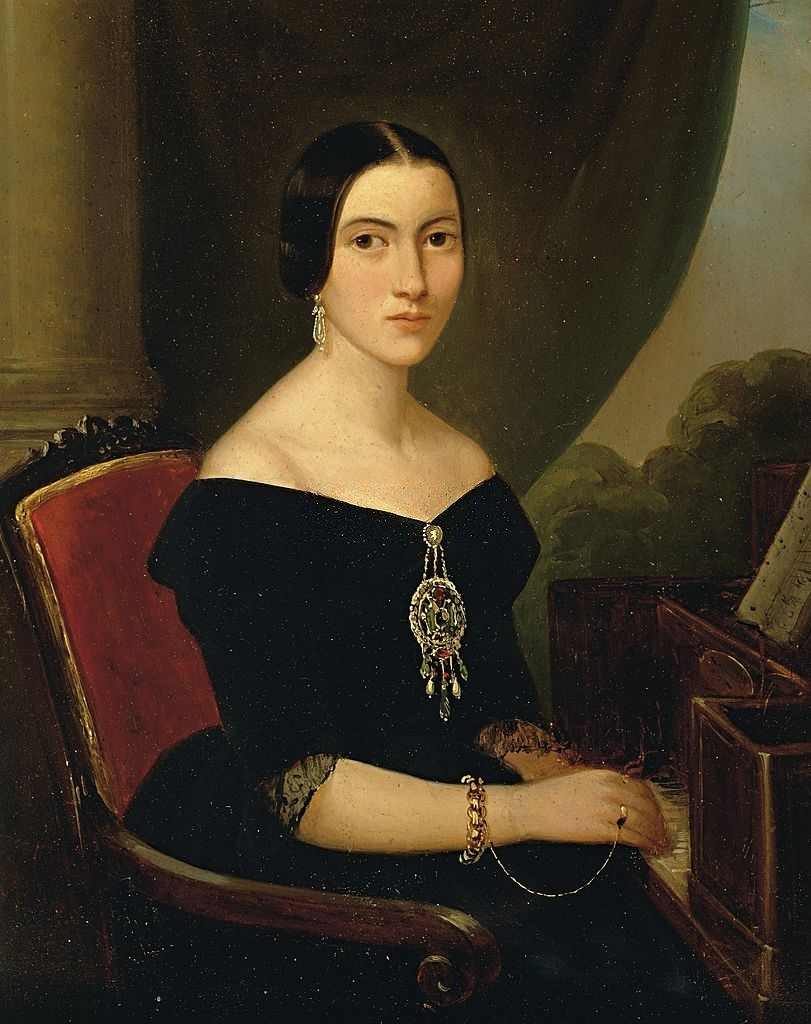
Супруга и муза Верди — Джузеппина Стреппони, выдающаяся певица своего времени

В возрасте тридцати восьми лет у Верди возник роман с Джузеппиной Стреппони, певицей (сопрано), к тому времени заканчивавшей карьеру (они поженились лишь через 11 лет, а их сожительство до свадьбы рассматривалось как скандальное во многих из тех мест, где им приходилось жить). Вскоре Джузеппина прекратила выступления из-за потери голоса, и Верди, следуя примеру Джоаккино Россини, решил закончить карьеру вместе с женой. Он был состоятелен, знаменит и влюблён. Возможно, именно Джузеппина убедила его продолжить писать оперы. Первая же опера, написанная Верди после «ухода на покой», стала первым его шедевром — «Риголетто». Либретто оперы, написанное по мотивам пьесы Виктора Гюго «Король забавляется», подверглось значительным изменениям в угоду цензуре, и композитор несколько раз намеревался бросить работу, пока, наконец, опера не была завершена. Первая постановка состоялась в Венеции в 1851 году и имела грандиозный успех. «Риголетто» стала одной из лучших опер в истории музыкального театра. Артистическая щедрость Верди представлена в ней в полную силу. Прекрасные мелодии разбросаны по всей партитуре, арии и ансамбли, ставшие неотъемлемой частью классического оперного репертуара, следуют друг за другом, а комическое и трагическое сливаются вместе.
«Травиата», следующая великая опера Верди, была сочинена и поставлена через два года после «Риголетто». Либретто написано по мотивам пьесы Александра Дюма-сына «Дама с камелиями».
Затем последовали ещё несколько опер, среди них — постоянно исполняемые сегодня «Сицилийская вечерня» (Les vêpres siciliennes; написана по заказу Парижской Оперы), «Симон Бокканегра» (Simone Boccanegra), «Бал-маскарад» (Un ballo in maschera), «Сила судьбы» (La forza del destino; 1862 год, написана по заказу Императорского Большого Каменного театра Санкт-Петербурга), вторая редакция оперы «Макбет» (Macbeth).
В 1869 году Верди сочинил «Libera Me» к Реквиему памяти Джоаккино Россини (остальные части были написаны ныне малоизвестными итальянскими композиторами). В 1874 году Верди написал свой Реквием на смерть почитаемого им писателя Алессандро Мандзони, включив в него переработанную версию ранее написанной «Libera Me».
Одна из последних великих опер Верди, «Аида», была ему заказана правительством Египта, дабы отметить открытие Суэцкого канала. Вначале Верди отказался. Будучи в Париже, он получил повторное предложение через дю Локля. На сей раз Верди познакомился со сценарием оперы, который ему понравился, и согласился написать оперу.
Верди и Вагнер, каждый — лидер своей национальной оперной школы, — всегда недолюбливали друг друга. За всю жизнь они ни разу не встретились. Сохранившиеся комментарии Верди о Вагнере и его музыке малочисленны и недоброжелательны («Он всегда выбирает, совершенно напрасно, нехоженую тропу, пытаясь лететь там, где нормальный человек просто пойдёт пешком, достигая гораздо лучших результатов»). Тем не менее, узнав, что Вагнер умер, Верди сказал: «Как грустно! Это имя оставило огромный след в истории искусства». Известно лишь одно высказывание Вагнера, относящееся к музыке Верди. Прослушав Реквием, великий немец, всегда красноречивый, всегда щедрый на (нелестные) комментарии по отношению ко многим другим композиторам, сказал: «Лучше ничего не говорить».
«Аида» была поставлена в Каире в 1871 году с огромным успехом.

## Последние годы и смерть

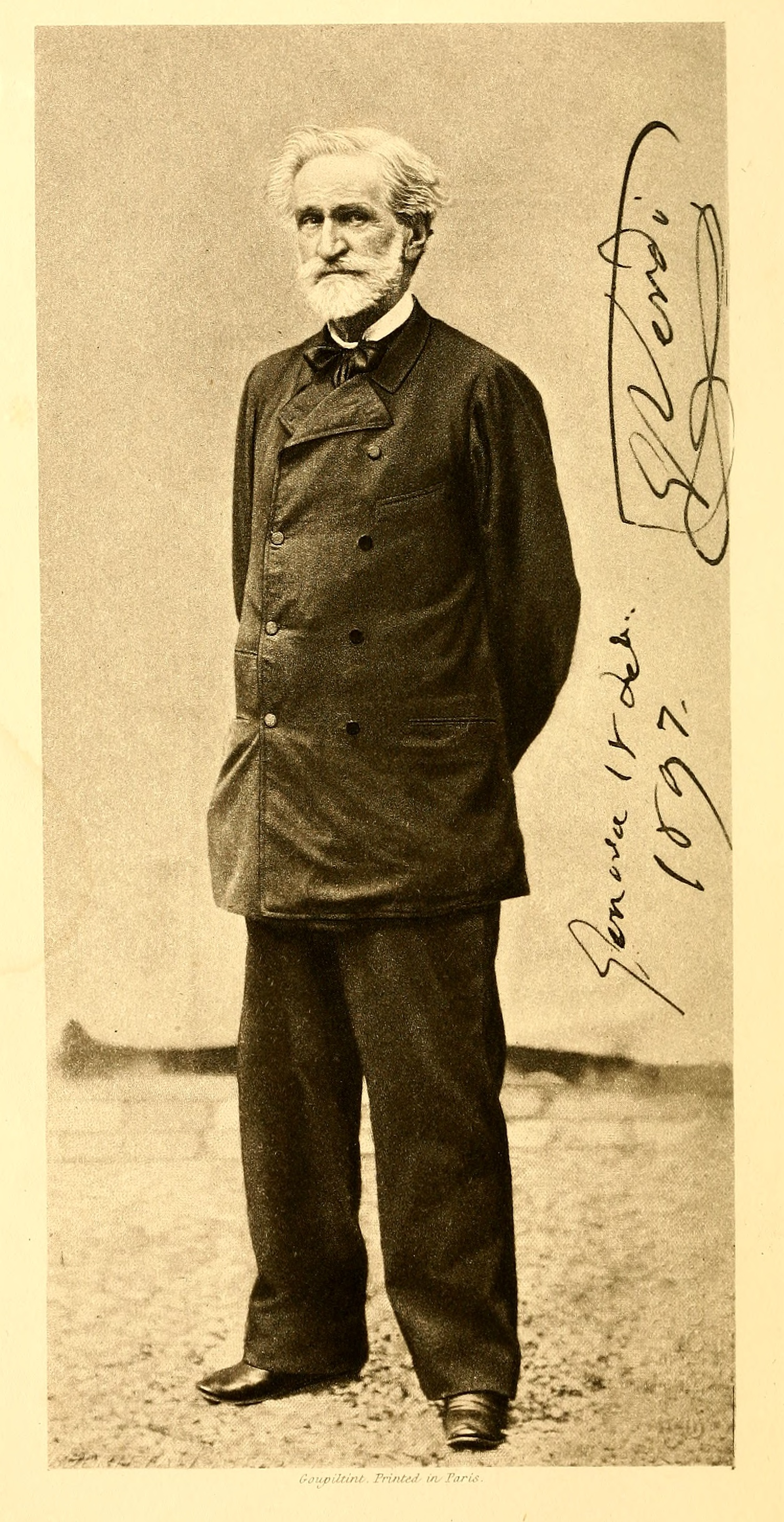
Верди в возрасте 84 лет

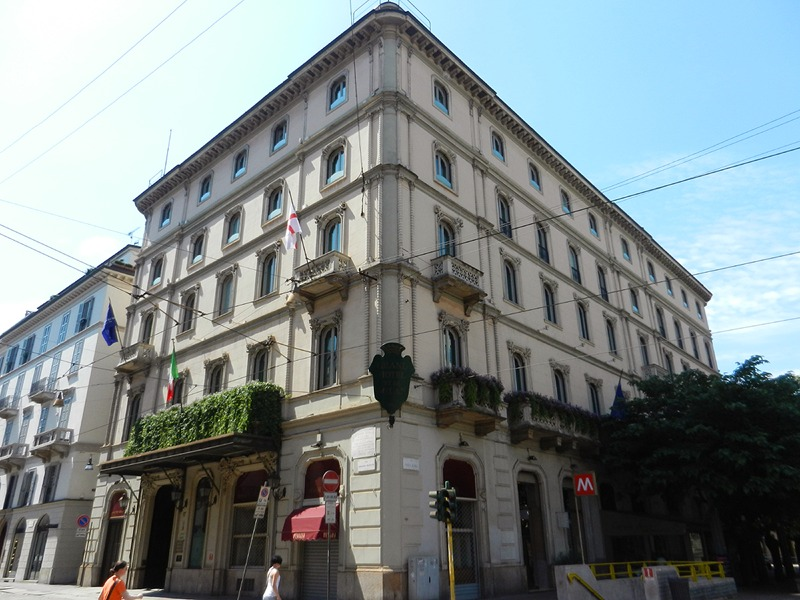
Grand Et De Milan

В последующие двенадцать лет Верди работал очень мало, неспешно редактируя свои ранние произведения.
Опера «Отелло», написанная по мотивам пьесы Уильяма Шекспира, была поставлена в Милане в 1887 году. Музыка этой оперы «непрерывна», она не содержит традиционного для итальянской оперы деления на арии и речитативы — данное новшество было введено под влиянием оперной реформы Рихарда Вагнера (после смерти последнего). Кроме того, под влиянием той же вагнеровской реформы стиль позднего Верди приобрёл большую степень речитативности, что придавало опере эффект большей реалистичности, хотя и отпугивало некоторых поклонников традиционной итальянской оперы.
Последняя опера Верди, «Фальстаф», либретто которой Арриго Бойто, либреттист и композитор, написал по пьесе Шекспира «Виндзорские проказницы» в переводе её на французский язык, сделанном Виктором Гюго, развивала манеру «сквозного развития». Блестяще написанная партитура этой комедии, таким образом, гораздо ближе к вагнеровским «Мейстерзингерам», нежели к комическим операм Россини и Моцарта. Неуловимость и искромётность мелодий позволяет не задерживать развитие сюжета и создает неповторимый эффект сумбурности, столь близкий духу этой шекспировской комедии. Опера заканчивается семиголосной фугой, в которой Верди в полной мере демонстрирует своё блестящее владение контрапунктом.

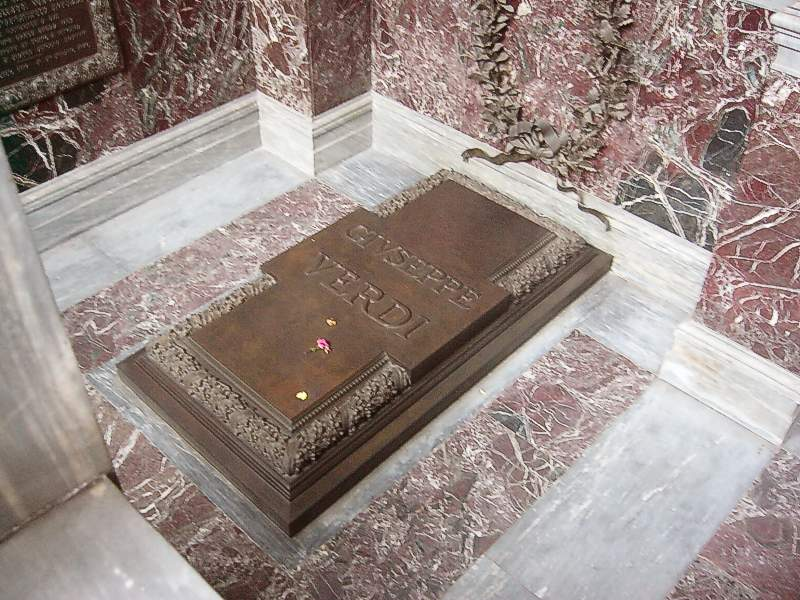
Могила Верди

21 января 1901 года во время пребывания в отеле Grand Et De Milan (Милан, Италия) у Верди случился инсульт. Будучи поражённым параличом, он мог внутренним слухом читать партитуры опер «Богема» и «Тоска» Пуччини, «Паяцы» Леонкавалло, «Пиковая дама» Чайковского, но то, что он думал об этих операх, написанных его непосредственными и достойными наследниками, осталось неизвестным. Верди слабел с каждым днём и шесть дней спустя рано утром 27 января 1901 года умер.
Изначально Верди похоронили на Монументальном кладбище в Милане. Через месяц его тело было перенесено в Casa Di Riposo в Musicisti, также в Милане, в дом отдыха для пенсионеров-музыкантов, который создал Верди.
Был агностиком. Его вторая жена, Джузеппина Стреппони, охарактеризовала его как «человека мало верующего».

## Творчество

### Стиль
Предшественники Верди, повлиявшие на его творчество — Россини, Беллини, Мейербер и, самый важный, — Доницетти. В двух последних операх, «Отелло» и «Фальстаф», заметно влияние Рихарда Вагнера. Уважая Гуно, которого современники считали величайшим композитором эпохи, Верди тем не менее не позаимствовал ничего у великого француза. Некоторые пассажи в «Аиде» указывают на знакомство композитора с вещами Михаила Глинки, которого Ференц Лист популяризировал в Западной Европе, вернувшись из турне по России.

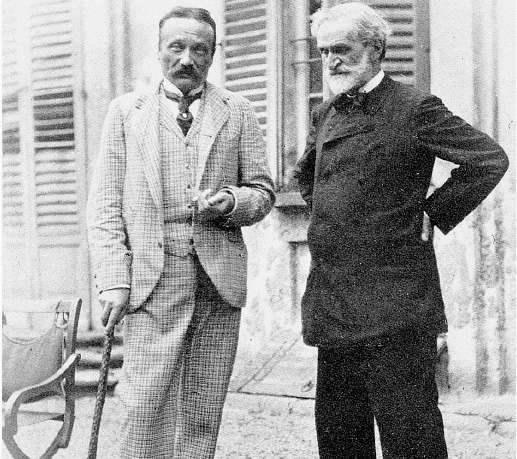
Джузеппе Верди и автор либретто его двух последних опер, композитор Арриго Бойто

На протяжении всей карьеры Верди отказывался использовать высокое «до» в теноровых партиях, ссылаясь на то, что возможность спеть именно эту ноту перед полным залом отвлекает исполнителей и до, и после, и во время исполнения ноты.
Несмотря на то, что временами оркестровка у Верди мастерская, композитор полагался в основном на свой мелодический дар для выражения эмоций героев и драматизма действия. В самом деле, очень часто в операх Верди, особенно во время сольных вокальных номеров, гармония намеренно аскетическая, и весь оркестр звучит, как один аккомпанирующий инструмент (Верди приписываются слова: «Оркестр — большая гитара!» Некоторые критики утверждают, что Верди уделял техническому аспекту партитуры недостаточно внимания, поскольку ему недоставало школы и утонченности. Сам Верди сказал как-то, «Из всех композиторов я — самый малознающий». Но поспешил добавить, «Я это серьёзно говорю, но под „знаниями“ я подразумеваю вовсе не знание музыки».
Тем не менее было бы неверным утверждать, что Верди недооценивал выразительную силу оркестра и не умел использовать её до конца, когда ему это было нужно. Более того, оркестровое и контрапунктное новаторство (например, струнные, взлетающие по хроматической гамме в сцене Монтероне в «Риголетто», дабы подчеркнуть драматичность ситуации, или, тоже в «Риголетто», хор, мычащий близкостоящие ноты за кулисами, изображая, весьма эффектно, приближающуюся бурю) — характерно для творчества Верди — характерно настолько, что другие композиторы не посмели позаимствовать у него некоторые смелые приёмы из-за их мгновенной узнаваемости.
Верди был первым композитором, специально занимающимся поиском такого сюжета для либретто, который бы лучше всего отвечал особенностям его композиторского дарования. Работая в тесном сотрудничестве с либреттистами и зная, что именно драматическая экспрессия является главной силой его таланта, он добивался устранения из сюжета «ненужных» деталей и «лишних» героев, оставляя лишь персонажи, в которых кипят страсти, и богатые драматизмом сцены.

#### Музыкальные инструменты
Будучи ребёнком, Джузеппе Верди играл в доме Барецци на рояле мастера Антона Томашека. Ему нравились также инструменты Иоганна Фрица, и композитор использовал его венский шестипедальный рояль в период от создания «Риголетто» в 1851 году до «Аиды» в 1871 году. Именно этот инструмент можно увидеть на Вилле Верди в провинции Пьяченца в Италии. В 1857 году на инаугурации Театра А. Галли в Римини Джузеппе Верди играл на концертном рояле от Йозефа Данкха.

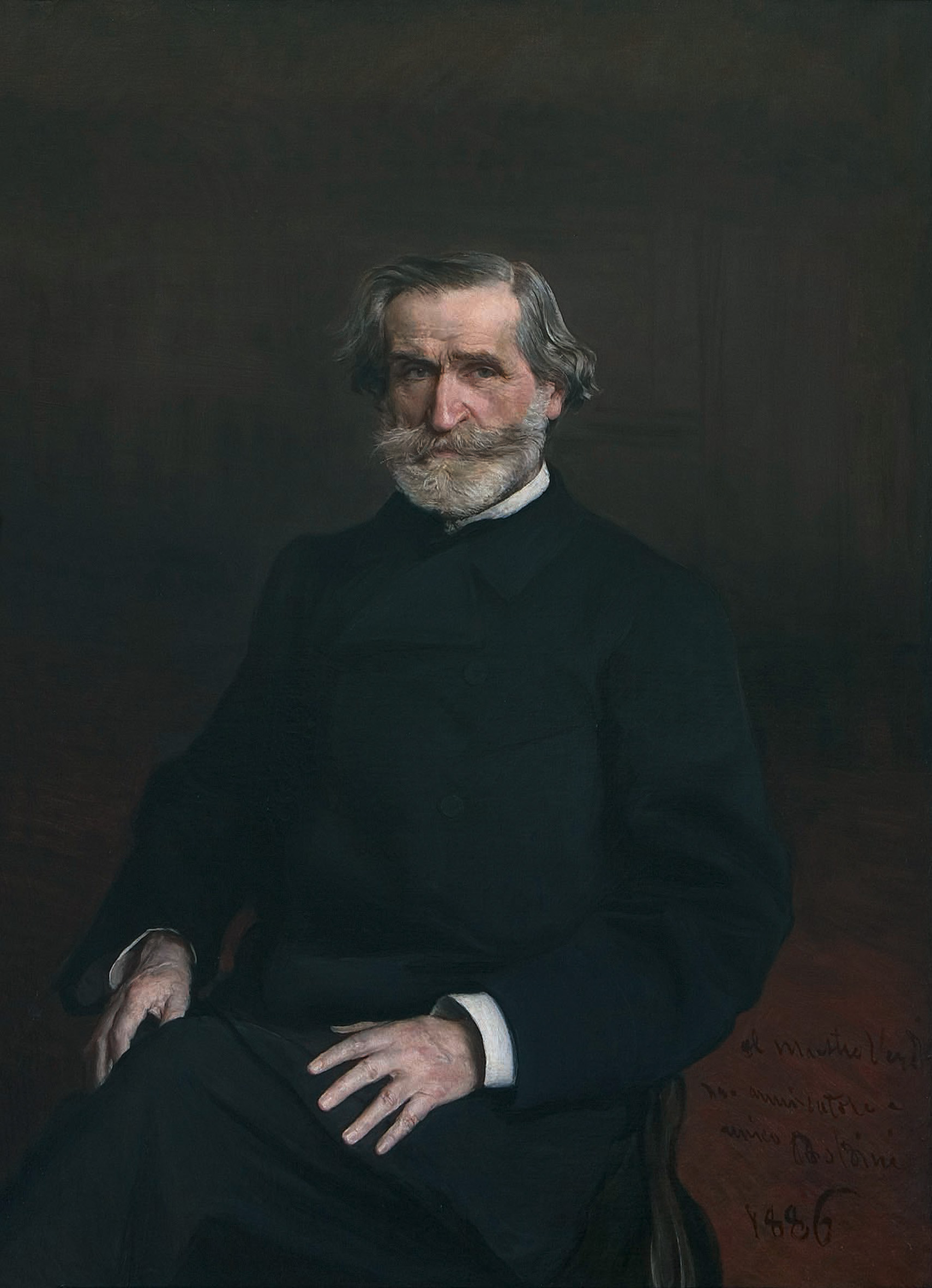
Портрет Верди кисти Джованни Больдини, 1886

### Оперы
1. Оберто, граф ди Сан-Бонифачо (Oberto, Conte di San Bonifacio) — 1839; в 2 актах.
2. Король на час (Un Giorno di Regno) — 1840; в 2 актах.
3. Набукко, или Навуходоносор (Nabucco) — 1842; в 4 актах.
4. Ломбардцы в первом крестовом походе (I Lombardi') — 1843; в 4 актах. Вторая редакция под названием Иерусалим (Jérusalem) — 1847.
5. Эрнани (Ernani) — 1844; в 4 актах.
6. Двое Фоскари (I due Foscari) — 1844; в 3 актах.
7. Жанна д’Арк (Giovanna d’Arco) — 1845; в 3 актах с прологом.
8. Альзира (Alzira) — 1845; в 2 актах с прологом.
9. Аттила (Attila) — 1846; в 3 актах с прологом.
10. Макбет (Macbeth) — 1847; в 4 актах. Вторая редакция — 1865.
11. Разбойники (I masnadieri) — 1847; в 4 актах.
12. Корсар (Il corsaro) — 1848; в 3 актах.
13. Битва при Леньяно (La battaglia di Legnano) — 1849; в 4 актах.
14. Луиза Миллер (Luisa Miller) — 1849; в 3 актах.
15. Стиффелио (Stiffelio) — 1850; в 3 актах. Вторая редакция под названием Арольдо (Aroldo) — 1857; в 4 актах.
16. Риголетто (Rigoletto) — 1851; в 3 актах.
17. Трубадур (Il Trovatore) — 1853; в 4 актах.
18. Травиата (La Traviata) — 1853; в 3 актах.
19. Сицилийская вечерня (Les vêpres siciliennes) — 1855; в 5 актах. Вторая редакция под названием «Джованна де Гусман» — 1855.
20. Симон Бокканегра (Simon Boccanegra) — 1857; в 3 актах с прологом. Вторая редакция — 1881.
21. Бал-маскарад (Un ballo in maschera) — 1859; в 3 актах.
22. Сила судьбы (La forza del destino) — 1862; в 4 актах.
23. Дон Карлос (Don Carlos) — 1867; в 5 актах. Вторая редакция — 1884; в 4 актах.
24. Аида (Aida) — 1871; в 4 актах.
25. Отелло (Otello) — 1887; в 4 актах.
26. Фальстаф (Falstaff) — 1893; в 3 актах.

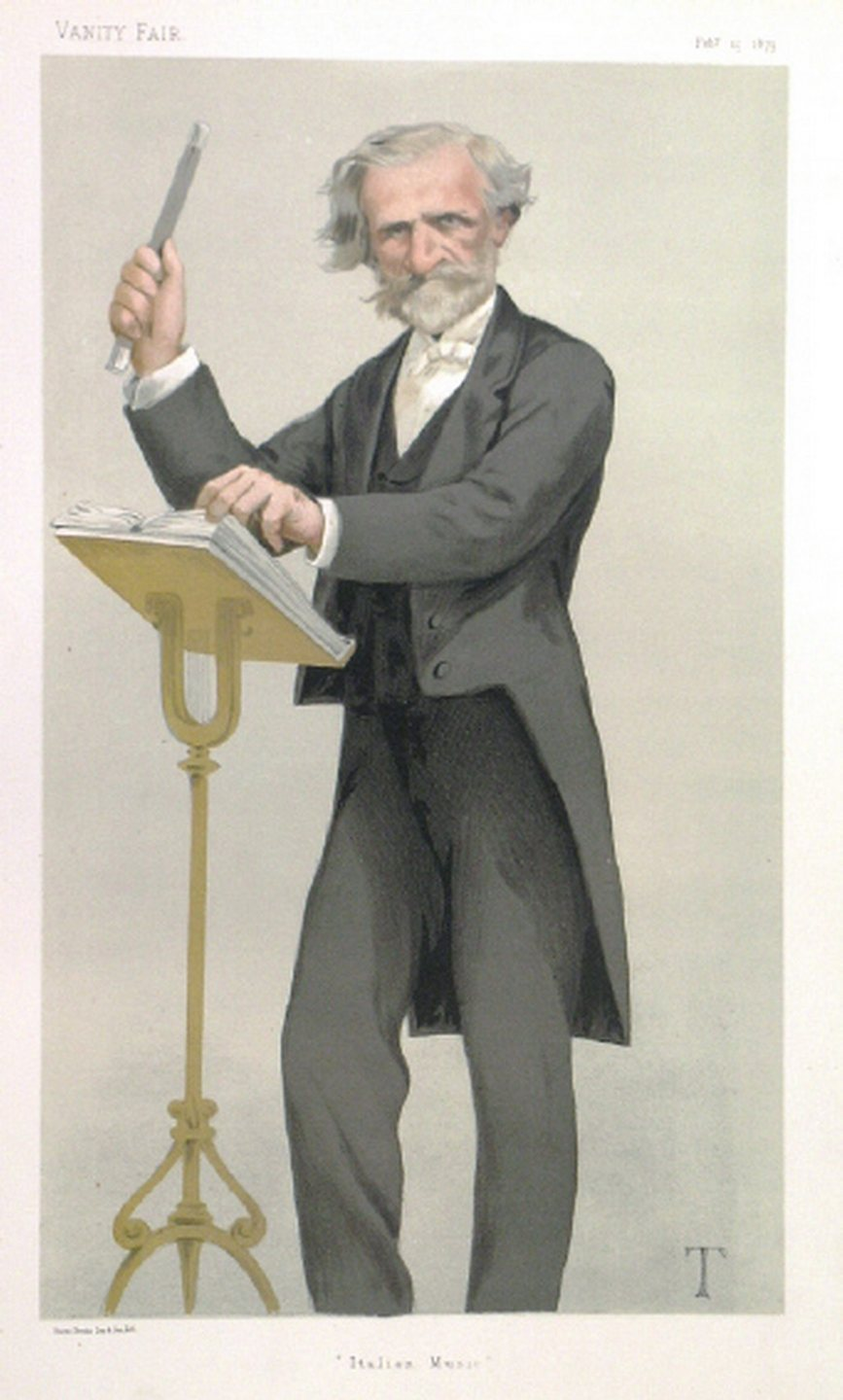
Джузеппе Верди в журнале Vanity Fair, 1879

### Другие сочинения
- Торжественная месса (Messa Solenne) ми-бемоль мажор для солистов, хора и оркестра — 1835
- 6 романсов на стихи разных поэтов — 1838
- Альбом романсов на стихи разных поэтов — 1845
- «Suona la tromba» для мужского хора и оркестра на слова гимна Гоффредо Мамели — 1848
- Кантата «Гимн наций» (Inno delle nazioni) для тенора, хора и оркестра — 1862
- Струнный квартет ми минор — 1873
- Реквием (Messa da Requiem) — 1874
- «Pater Noster» для пятиголосного хора на слова Данте — 1880
- «Ave Maria» для сопрано и струнного оркестра на слова Данте — 1880
- Четыре духовные пьесы (Quattro Pezzi Sacri) — 1892

## Музыкальные фрагменты
- «Сердце красавицы склонно к измене», из оперы «Риголетто»о файле (см. La donna è mobile)

## Фильмы и сериалы о жизни и творчестве композитора
- «Джузеппе Верди» (на русском языке известен под названием «История одной жизни»; 1938, Италия). Режиссёр — Кармине Галлоне. В главной роли — Фоско Джакетти.
- «Джузеппе Верди» (1953, Италия). Режиссёр — Рафаэлло Матараццо. В главной роли — Пьер Крессуа.
- «Маэстро революции?» (1971, Германия). Режиссёр — Ульрих Эрфурт[англ.]. В главной роли — Карл-Михаэль Фоглер[нем.]
- «Жизнь Джузеппе Верди (Верди)» (1982, Италия — Франция — ФРГ — Великобритания — Швеция). Режиссёр — Ренато Кастеллани. В главной роли — Рональд Пикап.

## Память

### Вилла Верди
Вилла Верди, расположенная в деревне Сант-Агата около Буссето в Северной Италии, в которой композитор жил в последние годы жизни, действует как музей. В декабре 2024 года вилла в качестве культурного наследия Италии приобретена государством.

### В скульптуре

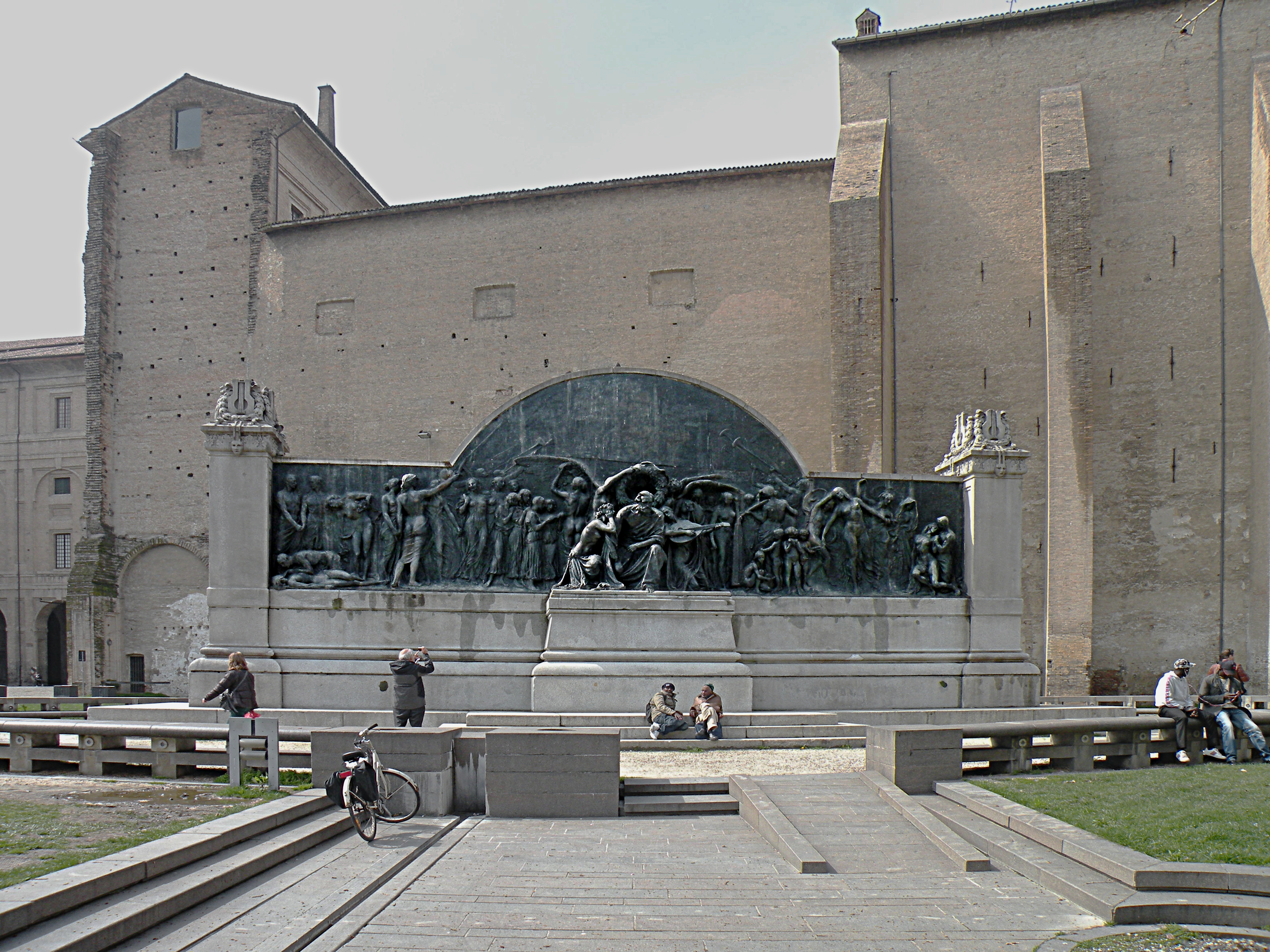
Мемориал Верди в Парме
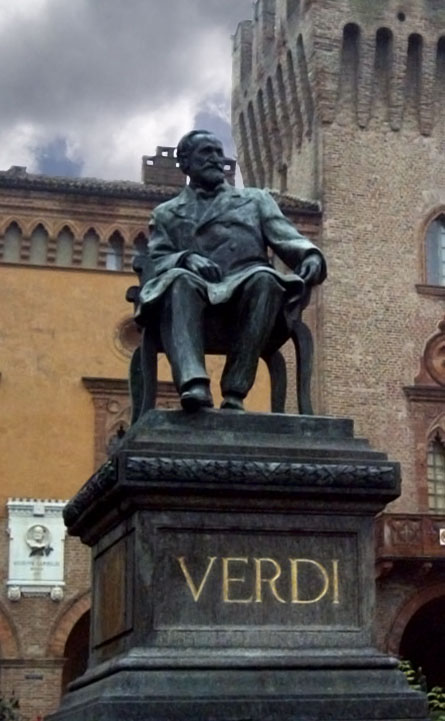
Памятник на площади Джузеппе Верди, Буссето
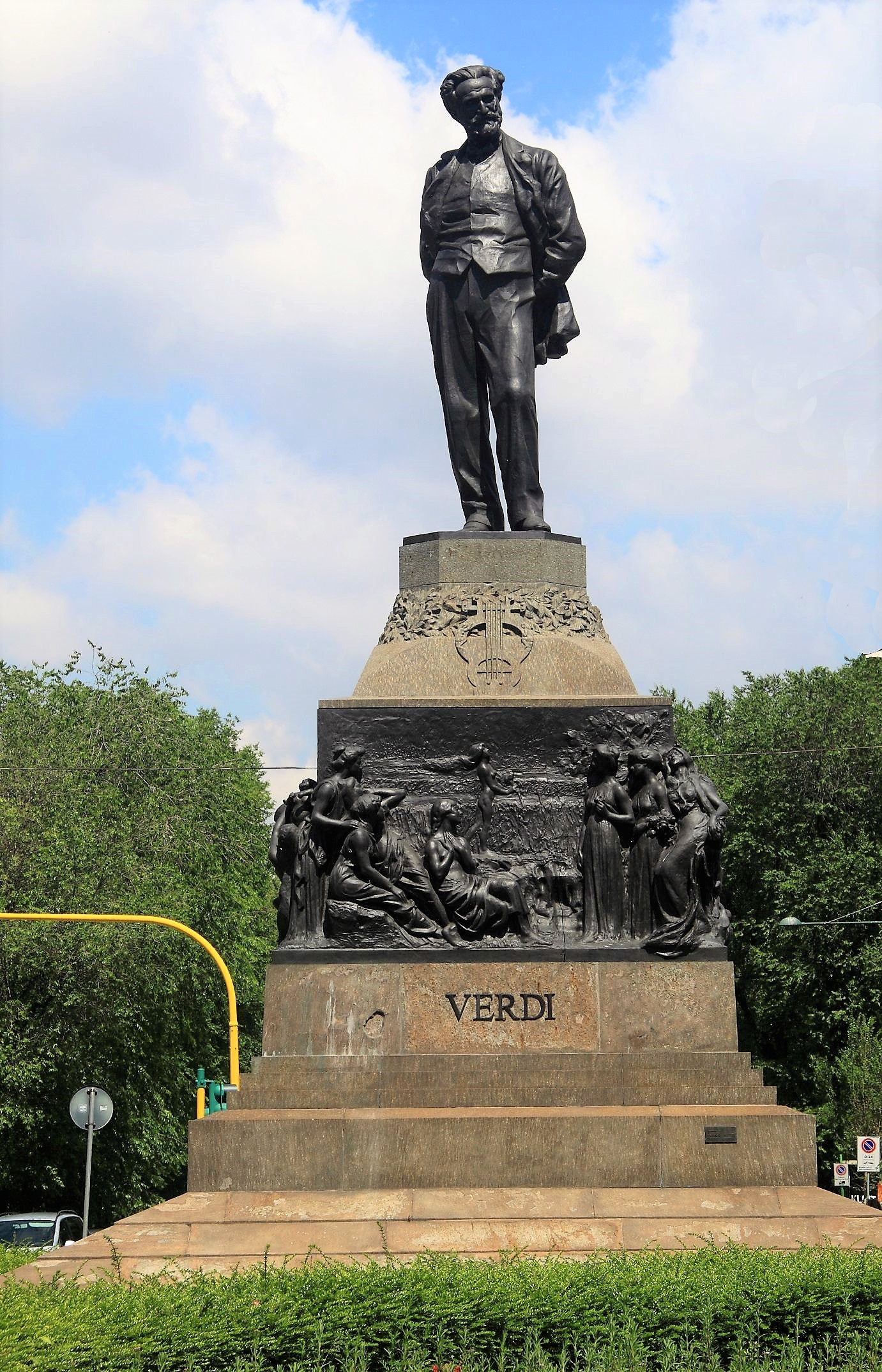
Памятник Верди в Милане
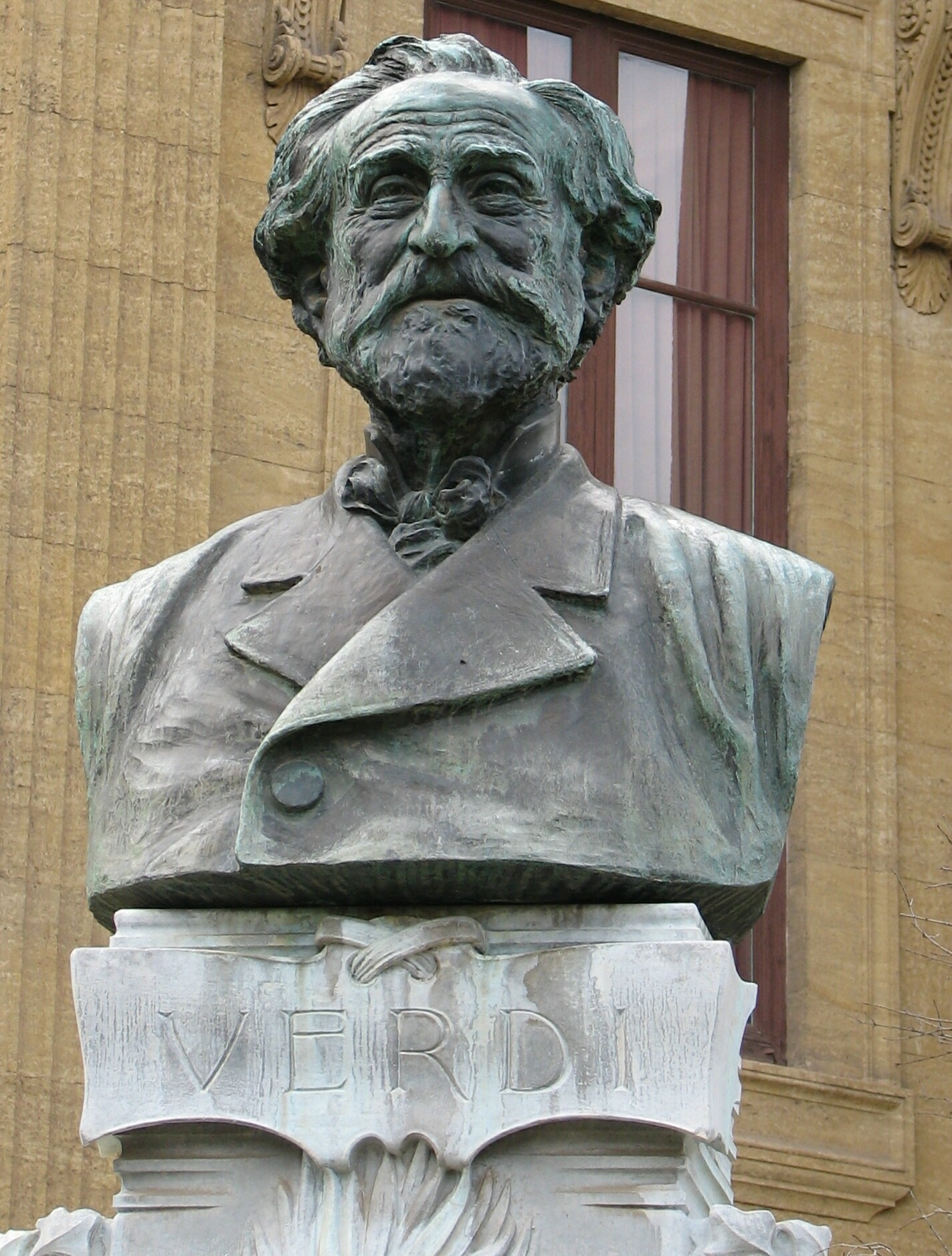
Бюст Джузеппе Верди работы Антонио Уго рядом с театром Массимо в Палермо, Италия
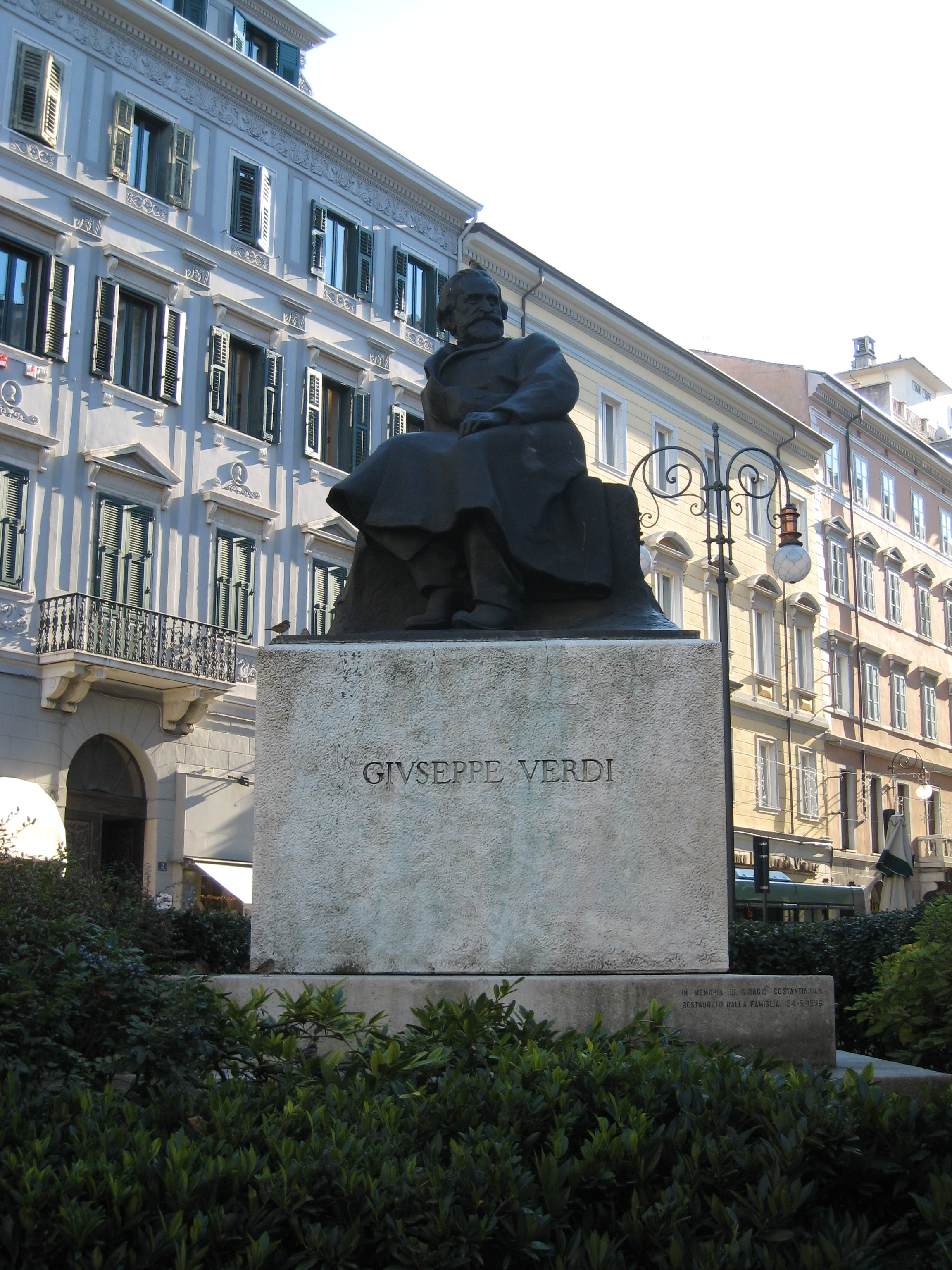
Памятник Верди в Триесте
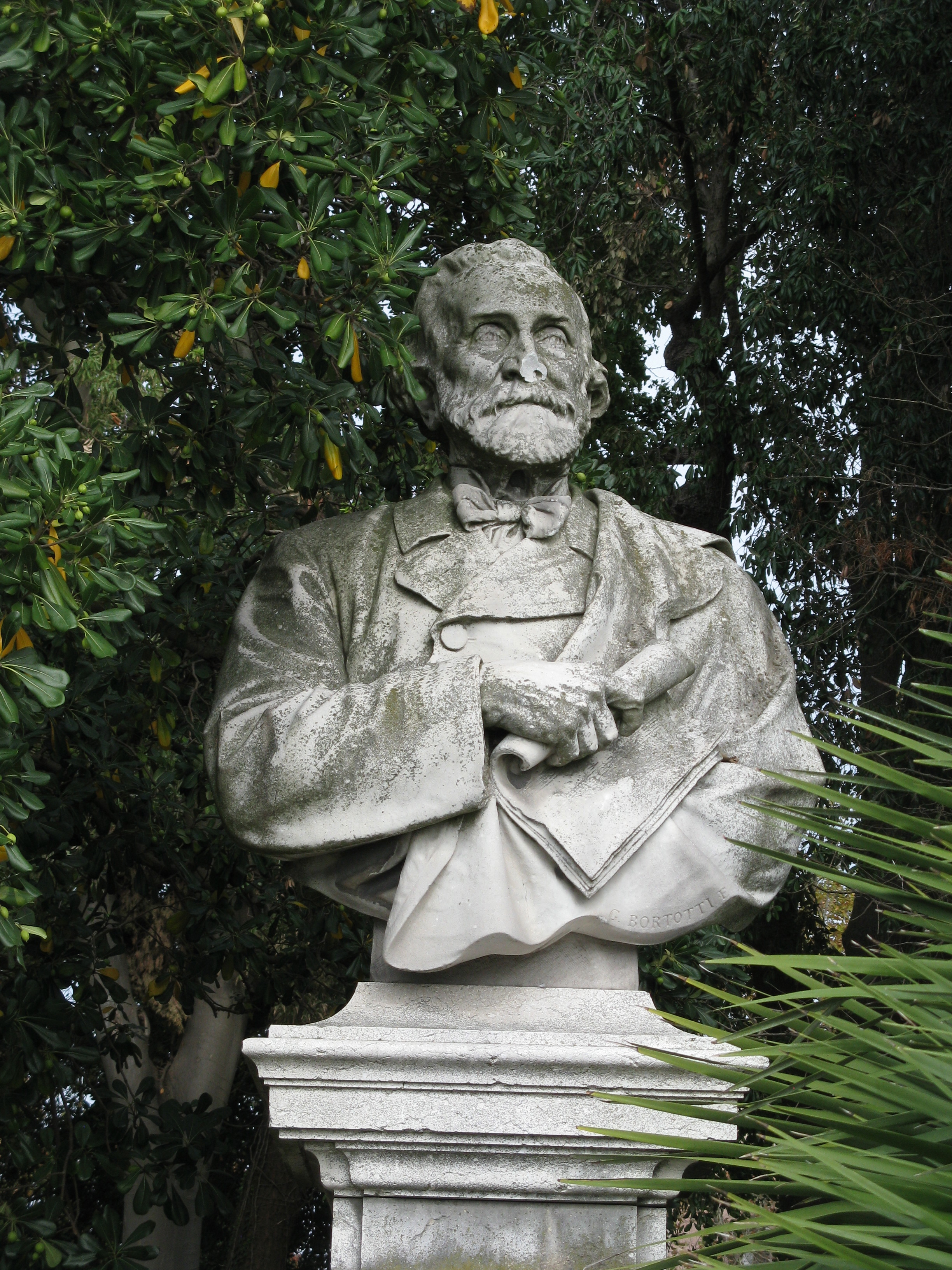
Бюст Верди в Венеции
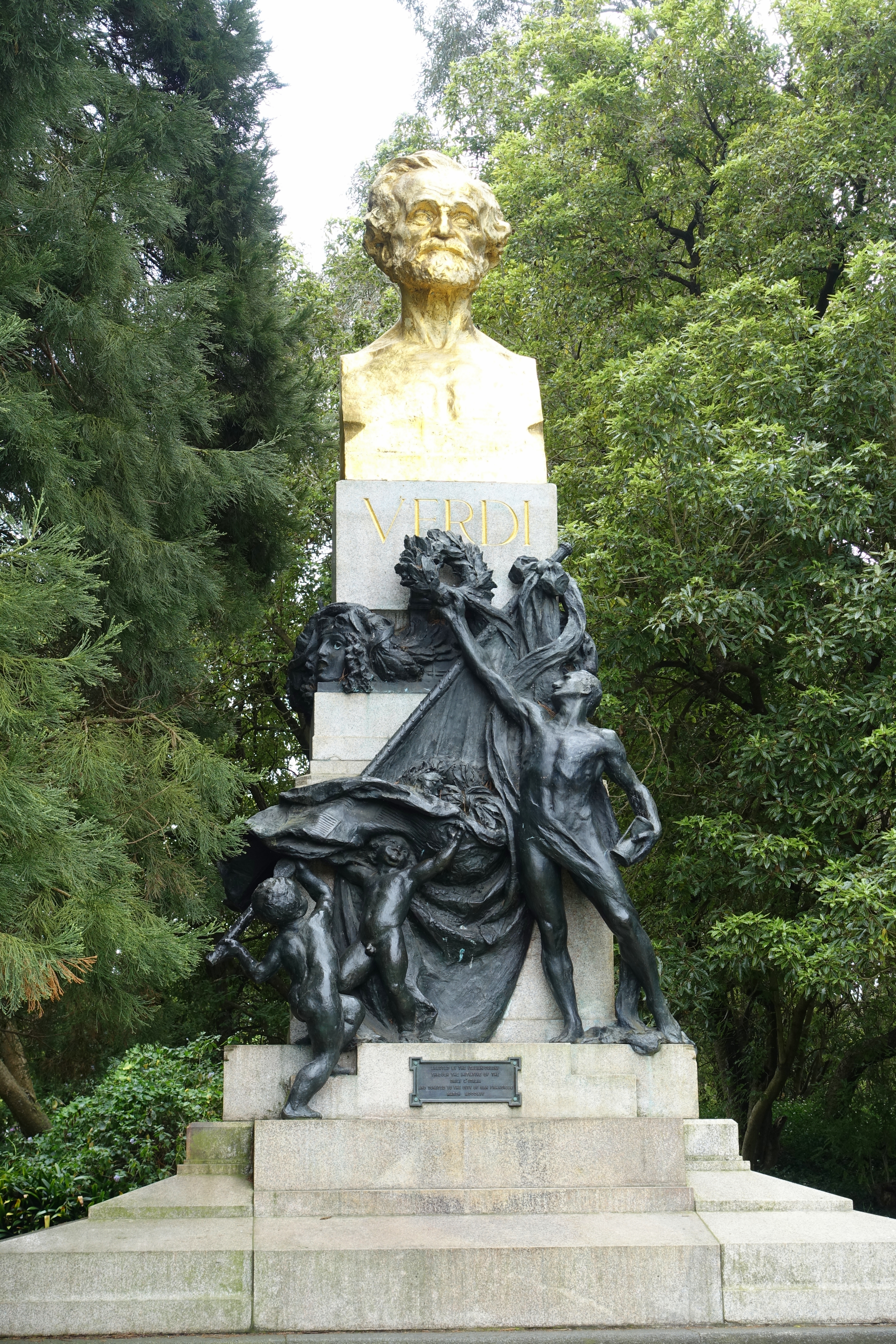
Бюст Верди в Сан-Франциско

### В филателии

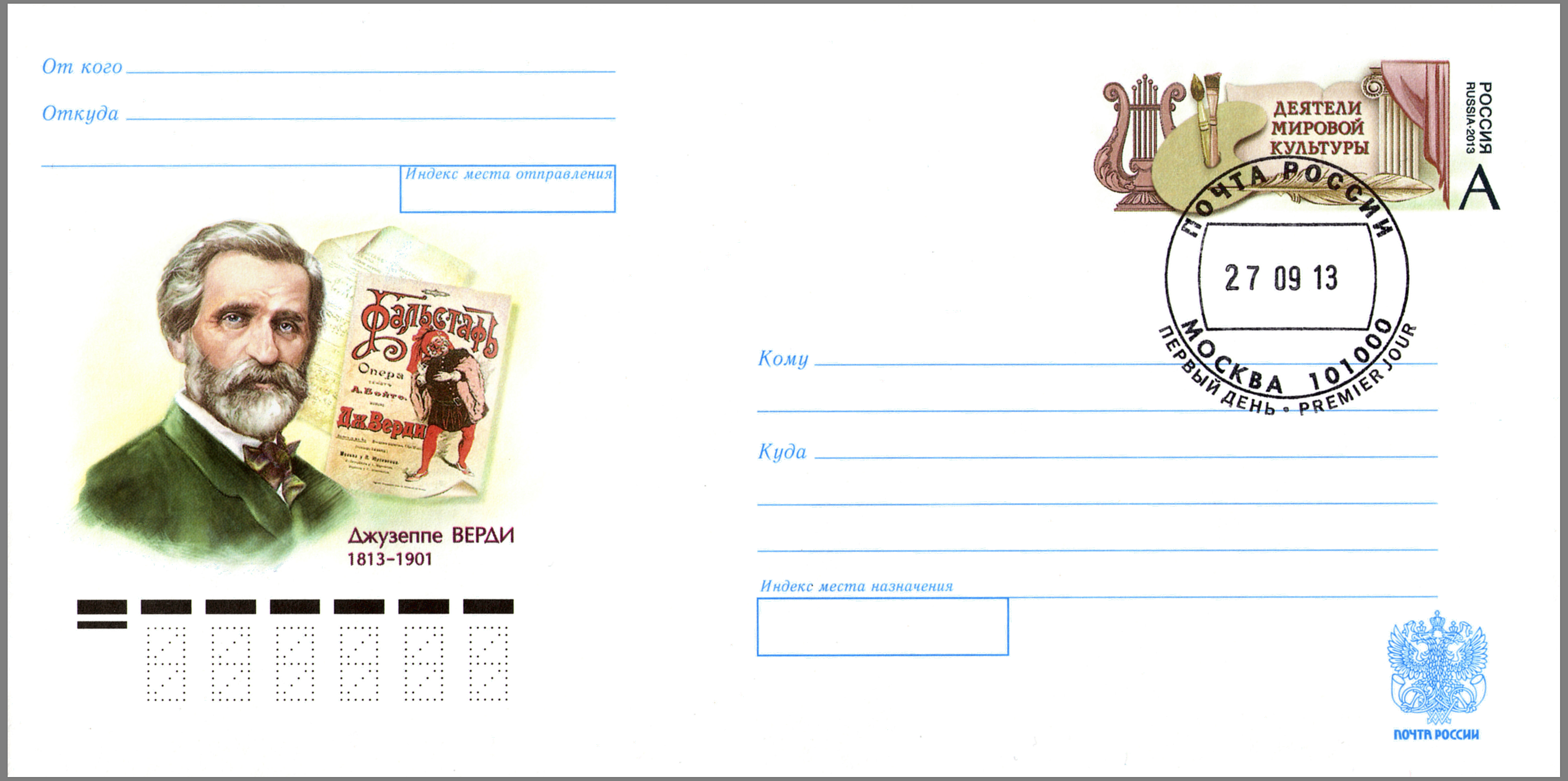
ХМК, Россия, 2013 год
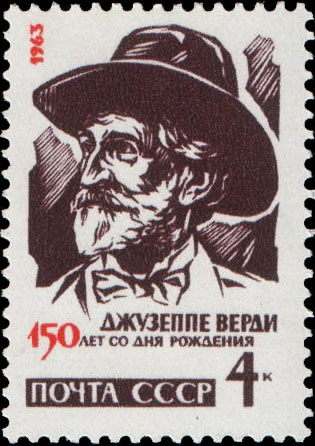
Почтовая марка СССР, посвящённая Верди, 1963, 4 копейки (ЦФА 2879, Скотт 2745A)
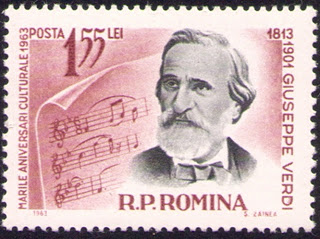
Почтовая марка Румынии, 1963

### В астрономии
В честь Джузеппе Верди назван кратер на Меркурии.